# Josep Planas
Josep Planas Artés, detto Pepe (Barcellona, 14 aprile 1901 – Barcellona, 9 aprile 1977), è stato un allenatore di calcio e calciatore spagnolo, di ruolo difensore o centrocampista.
Leggenda del Barcellona, in cui ha militato dal 1921 al 1927, vincendo 5 titoli di Copa Catalunya (1921-1922, 1923-1924, 1924-1925, 1925-1926, 1926-1927) e 3 Coppe del Re (1922, 1925, 1926), tra il 1940 e il 1941 ha vestito anche il ruolo di tecnico del club blaugrana.

## Caratteristiche tecniche

### Giocatore
Inizia a giocare, nelle giovanili del L'Avenç, sia come difensore che come centrocampista, per poi stabilirsi definitivamente davanti alla porta con il trasferimento al Barcellona. La sua carriera è stata incisa da numerosi infortuni, che sono stati poi il motivo del suo ritiro.

### Allenatore
Considerato uno dei migliori tecnici della sua generazione, è stato un grande innovatore, essendo molto avanti rispetto ai suoi tempi sia tatticamente che per i metodi di allenamento da lui utilizzati.

## Carriera

### Giocatore

#### Club
Nato a Barcellona, Pepe Planas inizia a giocare a calcio nelle giovanili del L'Avenç Sport, squadra cittadina oggi chiamata UE Sant Andreu, nel 1915. Nel 1919 viene promosso in prima squadra, restandovi fino al 1921, quando si trasferisce al Barcellona, diventando uno dei pilastri del club nei successi degli anni 1920. Al primo anno in blaugrana riesce a vincere il primo di tre double (1922, 1925, 1926), tutti composti da Copa Catalunya e Copa del Rey. Ha anche trionfato due volte solo in Copa Catalunya, nel 1924 e nel 1927. Dopo la vittoria di quest'ultima, lascia il club dopo sei anni, otto titoli, 204 partite e 28 reti messe a segno, per via di un grave infortunio al ginocchio che lo costringe a ritirarsi dal calcio professionistico. Non potendo più giocare ad alti livelli, Planas decide di trascorrere un ultimo anno all'AT Riorges, in Francia, come allenatore-giocatore.

#### Nazionale
Non ha mai giocato nella nazionale spagnola, ma, essendo di Barcellona, ha potuto rappresentare la rappresentativa calcistica catalana, con la quale tra il 1923 ed il 1924 ha collezionato tre presenze non mettendo a segno nessuna rete.

### Allenatore
La prima esperienza da tecnico dell'ex Barça è quella durante il suo periodo da player-coach del Riorges. Una volta lasciata la Francia, Planas allenerà diversi club spagnoli, tra i quali lo stesso Barcellona, e, per un breve periodo, anche la nazionale ecuadoriana.

## Statistiche

### Presenze e reti nei club
| Stagione          | Squadra           | Pres | Reti |
| ----------------- | ----------------- | ---- | ---- |
| 1920-1921         | Barcellona        | 0    | 0    |
| 1921-1922         | Barcellona        | 15   | 5    |
| 1922-1923         | Barcellona        | 0    | 0    |
| 1923-1924         | Barcellona        | 13   | 0    |
| 1924-1925         | Barcellona        | 13   | 0    |
| 1925-1926         | Barcellona        | 20   | 4    |
| 1926-1927         | Barcellona        | 10   | 0    |
| Totale Barcellona | Totale Barcellona | 71   | 9    |
| Totale carriera   | Totale carriera   | 71   | 9    |

## Palmarès

### Giocatore

#### Competizioni nazionali
- Copa Catalunya: 5

Barcellona: 1921-1922, 1923-1924, 1924-1925, 1925-1926, 1926-1927
- Coppa di Spagna: 3

Barcellona: 1922, 1925, 1926

### Allenatore

#### Competizioni regionali
- Campionato galiziano di calcio: 2

Racing Ferrol: 1937-1938, 1938-1939